# Proagosternus lacteus
Proagosternus lacteus är en skalbaggsart som beskrevs av Hippolyte Louis Gory 1833. Proagosternus lacteus ingår i släktet Proagosternus och familjen Melolonthidae. Inga underarter finns listade i Catalogue of Life.